# عثة شوكية أرجوانية
العثة الشوكية الأرجوانية أو شوكة أرجوانية (الاسم العلمي Selenia tetralunaria)، حشرة من العث تنتمي إلى جنس سلينيا وفصيلة الأرفية. موطنها شمال ووسط أوروبا. وتوجد أيضًا في مناطق متفرقة من بريطانيا.

## النباتات الغذائية المسجلة
- Alnus – نغت
- Betula – قضبان (نبات)
- Fraxinus – مران عالي
- تفاح (جنس) – apple
- Populus – حور أسود
- خوخ (جنس)
- Pyrus – إجاص (جنس)
- Quercus – سنديان
- Rosa – ورد (نبات)